# メシチレン
メシチレン (mesitylene) は芳香族炭化水素の一種である。化学式は C9H12、IUPAC系統名は1,3,5-トリメチルベンゼン (1,3,5-trimethylbenzene) であり、ベンゼン環の3個の水素がメチル基で置き換わった構造を持っている。消防法に定める第4類危険物 第2石油類に該当する。
メシチレンは硫酸存在下でのアセトンの蒸留、もしくは硫酸中でのプロピンの三量化によって合成される。いずれの場合も硫酸は触媒として働いている。
メシチレンは高沸点溶媒として広く用いられている。
刺激性が強く、可燃性である。
エレクトロニクスの分野では、その溶解度の高さから半導体ウェハーの写像形成の際のエッチング液として用いられている。

## メシチル基
メシチレンの芳香環から水素を1個取り除いた1価の基 (-C6H2(CH3)3-2,4,6) をメシチル基 (mesityl group) と呼び、立体障害を持つ置換基として用いられる。

## 位置異性体
メシチレンの位置異性体にあたるトリメチルベンゼンのうち、1,2,3-トリメチルベンゼンにはヘミメリテン (hemimellitene)、1,2,4-トリメチルベンゼンにはプソイドクメンあるいはシュードクメン (pseudocumene) という慣用名がある。